# Landsort
Landsort est un village suédois situé sur l'île d'Öja, dans l'archipel de Stockholm.

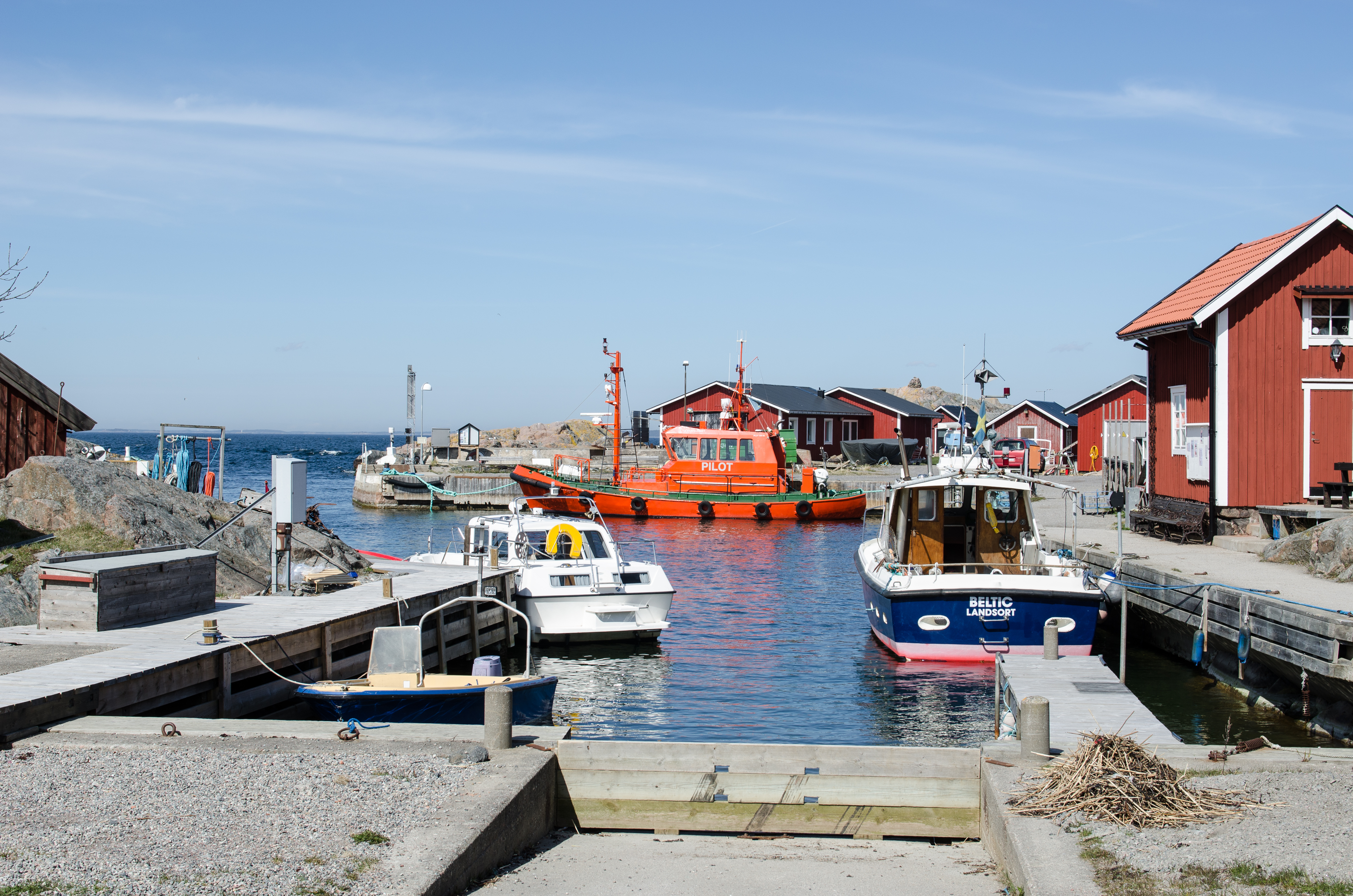
Port de Landsort.